# Rüdiger Krause (Prähistoriker)

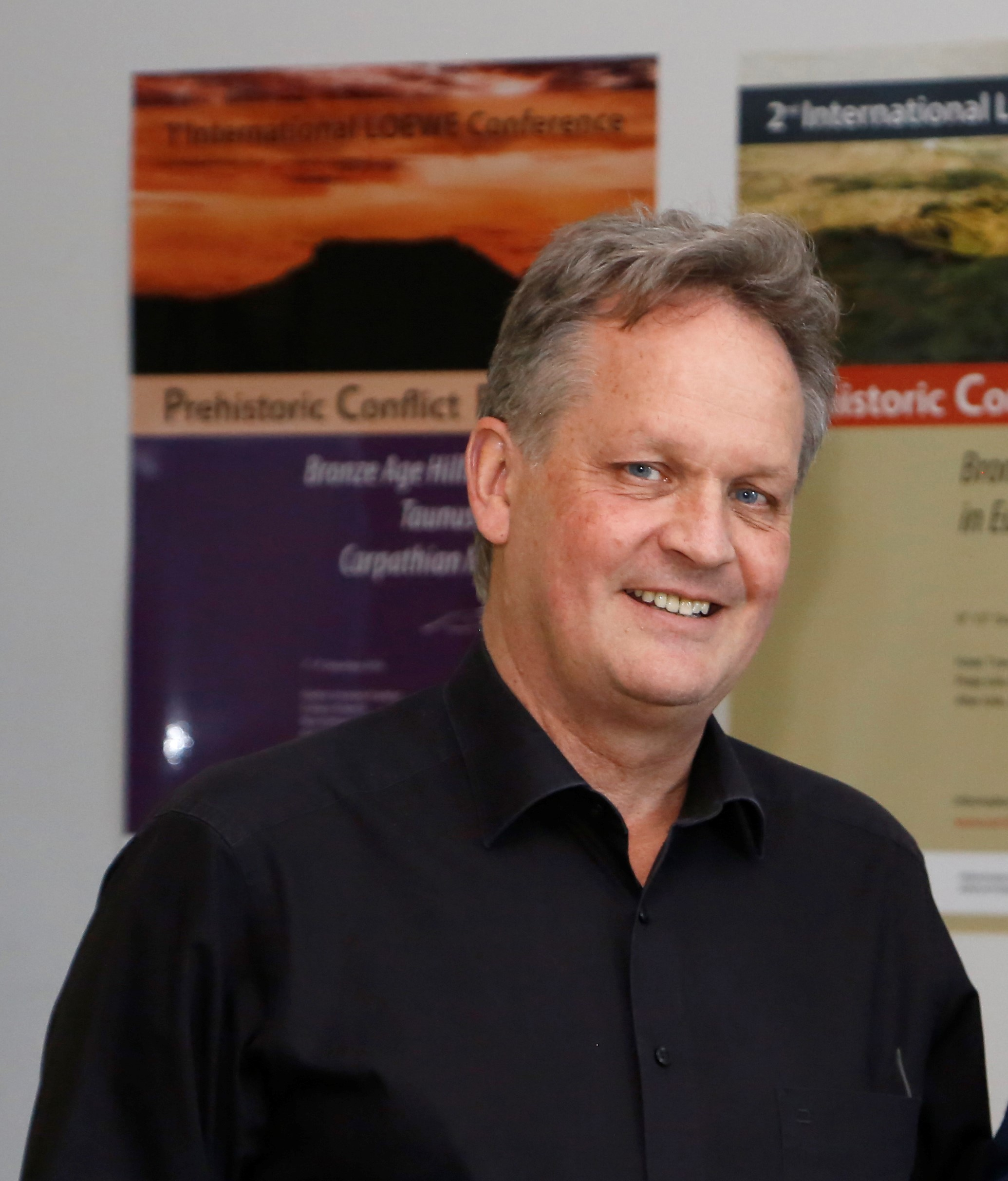
Rüdiger Krause, 2019

Rüdiger Krause (* 3. April 1958 in Bagdad) ist ein deutscher Prähistorischer Archäologe und Hochschullehrer. Von 2006 bis 2024 hatte er die Professur für Vor- und Frühgeschichte Europas an der Johann Wolfgang Goethe-Universität Frankfurt am Main inne.

## Werdegang
Krause zeigte bereits als Schüler ein reges Interesse an der heimischen Archäologie, seit 1973 war er als „ehrenamtlicher Beauftragter“ Mitarbeiter des Landesdenkmalamtes für Archäologische Denkmalpflege Baden-Württemberg in Stuttgart. 1978–1982 studierte er Vor- und Frühgeschichte an der Eberhard-Karls-Universität in Tübingen bei Franz Fischer und bei Georg Kossack in München; seine Nebenfächer waren Geologie und Anthropologie. Während des Studiums nahm er u. a. an Ausgrabungen im Irak, Jordanien und in Süddeutschland teil. 1983 schloss er sein Studium in Tübingen mit dem Magister Artium ab, seine Magisterarbeit galt dem römischen Kastell Murrhardt (Baden-Württemberg). 1986 wurde er bei Franz Fischer in Tübingen promoviert, mit einer Arbeit über das frühbronzezeitliche Gräberfeld von Singen am Hohentwiel. Anschließend erhielt er das Reisestipendium des Deutschen Archäologischen Instituts und bereiste die Iberische Halbinsel, Nordafrika, den Vorderen Orient und die Türkei.
Von 1987 bis 2006 war er bei der Archäologischen Denkmalpflege in Stuttgart tätig. Neben seinen Aufgaben als Konservator führte er mehrere Großprojekte durch, insbesondere die Ausgrabung der bandkeramischen Siedlung bei Vaihingen an der Enz und, im Umfeld des Ipf bei Bopfingen, die Ausgrabung der keltischen Viereckschanze von Bopfingen-Flochberg. Nebenher lehrte er 1996–2005 am Institut für Prähistorische Archäologie der Freien Universität Berlin. Dort habilitierte er sich im Jahr 2000 mit der Arbeit „Studien zur kupfer- und frühbronzezeitlichen Metallurgie zwischen Karpatenbecken und Ostsee“.
Seit 2006 hatte er die Professur für Vor- und Frühgeschichte Europas an der Johann Wolfgang Goethe-Universität Frankfurt am Main inne. Seine Forschungsschwerpunkte sind die bronzezeitliche Siedlungs- und Wirtschaftsgeschichte, das Themenfeld „Landschaftsgeschichte und Umwelt“, die Burgenforschung, sowie frühe Metallurgie und die Gewinnung von Erzen. Konkrete Forschungsprojekte sind beispielsweise die bronzezeitlichen Befestigung in Bernstorf, die inneralpine Siedlungs- und Bergbaulandschaft im Montafon (Vorarlberg), die bronzezeitliche Sintašta-Kultur im Trans-Ural am Nordrand der Eurasischen Steppe (Russische Föderation), sowie bronze- und früheisenzeitliche Mega-Sites am Ostrand der Ungarischen Tiefebene im rumänischen Banat. Im Jahr 2024 wurde er emeritierte.
Zusammen mit Hans-Markus von Kaenel, Jan-Waalke Meyer und Wulf Raeck gibt Krause die Frankfurter Archäologischen Schriften heraus.

## Mitgliedschaften und besondere Funktionen
- 1999 Ernennung zum korrespondierenden Mitglied des Deutschen Archäologischen Instituts in Berlin.
- Seit 2010 Mitglied im wissenschaftlichen Beirat und im Kuratorium des Frobenius-Instituts an der Universität Frankfurt.
- 2010–2019 Antragsteller und 2. Sprecher des Graduiertenkollegs „Wert und Äquivalent. Über Entstehung und Umwandlung von Werten aus archäologischer und ethnologischer Sicht“ (DFG-GRK 1576).[3]
- Seit 2013 Wahlmitglied der Römisch-Germanischen Kommission des Deutschen Archäologischen Instituts Frankfurt (seit 2020 wissenschaftlicher Beirat).
- Von 2016 bis 2019 zusammen mit Svend Hansen Sprecher des LOEWE-Schwerpunkts „Prähistorische Konfliktforschung“.[4]

## Auszeichnungen (Auswahl)
- 2007: mit Klaus Oeggl, Ernst Pernicka: Vorarlberger Wissenschaftspreis[5]

## Schriften (Auswahl)
Schriftenverzeichnis Rüdiger Krause. In: Claudia Pankau, Holger Baitinger, Astrid Stobbe (Hrsg.): Ein Schwabe in der Welt. Festschrift für Rüdiger Krause zu seinem 65. Geburtstag. Verlag Rudolf Habelt, Bonn 2023 (Frankfurter Archäologische Schriften; 46), ISBN 978-3-7749-4385-8, S. 15–30.
- Die endneolithischen und frühbronzezeitlichen Grabfunde auf der Nordstadtterrasse von Singen am Hohentwiel. Grabfunde von Singen am Hohentwiel. Forsch. u. Ber. zur Vor- und Frühgeschichte in Baden-Württemberg 32 (Stuttgart 1988).
- Studien zur kupfer- und frühbronzezeitlichen Metallurgie zwischen Karpatenbecken und Ostsee. Vorgeschichtliche Forschungen 24 (Rahden 2003).
- als Herausgeber: Mittelalterlicher Bergbau auf dem Kristberg im Montafon, Vorarlberg (Österreich). Frankfurter Archäologische Schriften 22 (Bonn 2013).
- mit L. N. Koryakova (Hrsg.): Multidisciplinary investigations of the Bronze Age settlements in the southern Trans-Urals (Russia). Frankfurter Archäologische Schriften 23 (Bonn 2013).
- mit L. N. Korjakova (Hrsg.): Zwischen Tradition und Innovation. Studien zur Bronzezeit im Trans-Ural (Russische Föderation). Frankfurter Archäologische Schriften 28 (Bonn 2014).
- als Herausgeber: Neue Forschungen zum frühkeltischen Fürstensitz auf dem Ipf. Frankfurter Archäologische Schriften 24; Ipf-Forschungen 1 (Bonn 2014).
- Archäologie im Gebirge. Montafoner Zeitmaschine. Frühe Besiedlungsgeschichte und Bergbau im Montafon, Vorarlberg (Österreich) (Bartholomäberg/Bonn 2015).
- Der Ipf. Fürstensitz im Fokus der Archäologie (Stuttgart 2015).
- mit Rupert Gebhard: Bernstorf. Archäologisch-naturwissenschaftliche Analysen der Gold- und Bernsteinfunde vom Bernstorfer Berg bei Kranzberg, Oberbayern. Abhandlungen und Bestandskataloge der Archäologischen Staatssammlung, Band 3 (München 2016).
- mit S. Hansen (Hrsg.): Bronze Age Hillforts between Taunus and Carpathian Mountains. Proceedings of the First International LOEWE Conference, 7-9 December 2016 in Frankfurt/M. Universitätsforschungen zur prähistorischen Archäologie 319 (Bonn 2018).
- mit S. Hansen (Hrsg.): Bronze Age Fortresses in Europe. Proceedings of the Second International LOEWE Conference, 9-13 October 2017 in Alba Iulia (Romania). Universitätsforschungen prähistorische Archäologie 346, Prähistorische Konfliktforschung 3 (Bonn 2019).
- mit S. Hansen (Hrsg.): Materialisation of Conflicts. Proceedings of the Third International LOEWE Conference, 24th – 27th September 2018 in Fulda (Hesse, Germany). Universitätsforschungen prähistorische Archäologie 346, Prähistorische Konfliktforschung 4 (Bonn 2019).
- als Herausgeber: Archäologische Beiträge zur Bronze- und Eisenzeit auf dem Ipf. Frankfurter Archäologische Schriften 40, Ipf-Forschungen 3 (Bonn 2020).